# Horcher (Madrid)

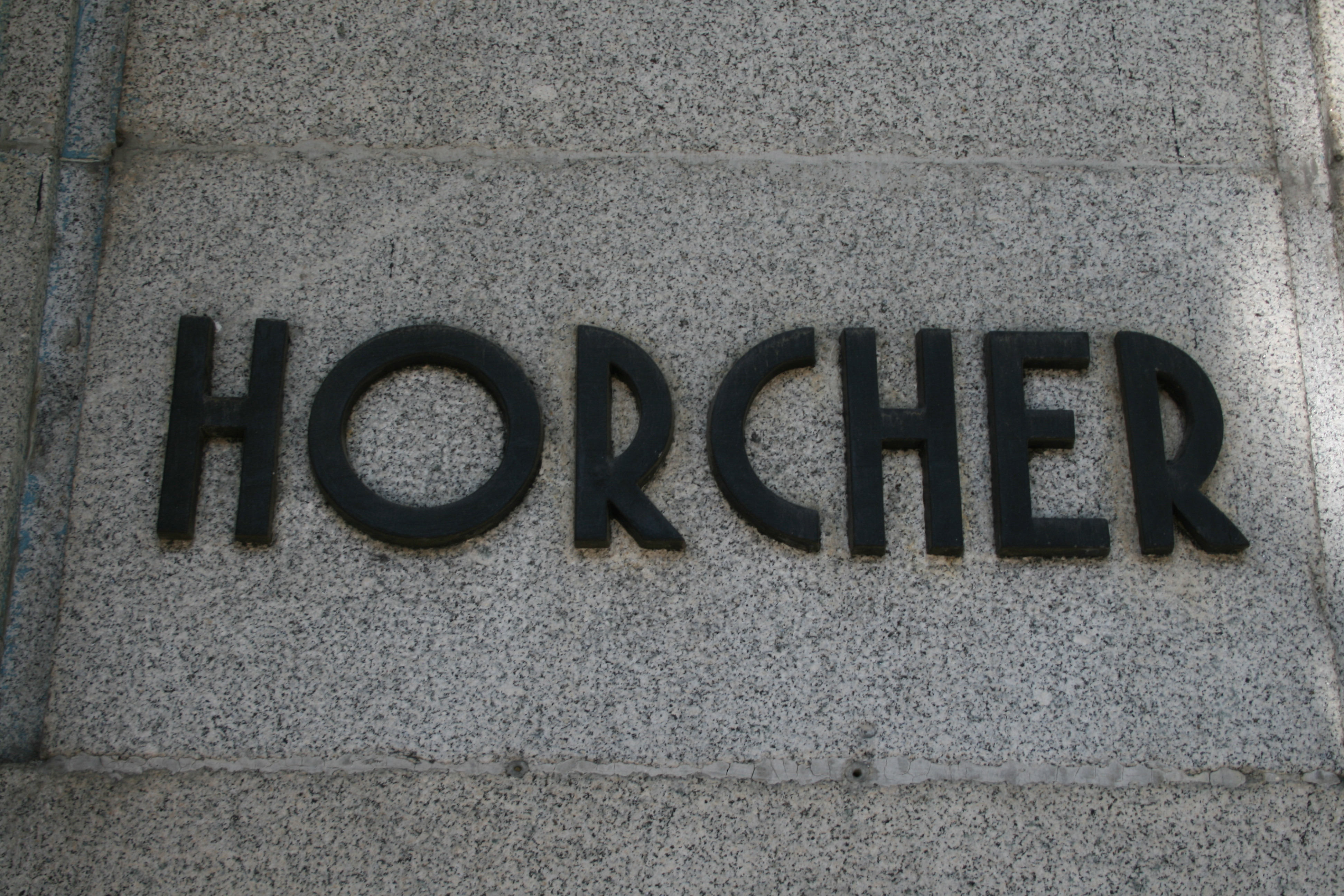
Horcher en Madrid.

El Horcher es un restaurante ubicado en la calle de Alfonso XII, nº 6, enfrente de los Jardines del Retiro en el barrio de los Jerónimos, en Madrid, España. Se denomina así en honor al promotor alemán Otto Horcher, el cual en 1943 inauguró la sucursal española del restaurante abierto por su padre, Gustav Horcher, en Berlín.

## Historia
El restaurante homónimo Horcher (Berlín) se inauguró en el año 1904 por Gustav Horcher (1873-1931), en la Martin-Luther-Straße 21 de Berlín (Alemania. Se hizo famoso por ser cliente habitual el presidente alemán Hindenburg. El negocio pasó en los años treinta a su hijo Otto Horcher que le dio un nuevo aspecto y estilo. En esta época Otto hizo amistades con la cúpula nazi alemana lo que le trajo numerosas ventajas como la apertura de otros locales de restauración en diversos países de la Europa ocupada por la Alemania Nazi. Ejemplos de restaurantes gobernados por Horcher fueron los "Die drei Husaren" en Viena y el Maxim's en París. A su llegada a Madrid, fue uno de los primeros en establecer plata de ley en las cuberterías, cristal fino, manteles y servilletas de hilo, los modales del servicio de camareros.

### Inicios
El bombardeo de Berlín y la destrucción de la barriada que incluía el restaurante hizo huir a Otto Horcher y su familia y abrir en 1943 la sucursal en Madrid. De acuerdo con los servicios de inteligencia americanos, se instala en España con la ayuda de Walter Schellenberg transfiriendo desde una cuenta de un banco de Suiza. El régimen político español de la dictadura franquista, tras la guerra civil, permitió que se estableciese el local en Madrid. El Madrid de la época era un lugar de refugio de la realeza del Imperio austrohúngaro durante la Segunda Guerra Mundial. La posición de España en la Segunda Guerra Mundial hizo que existieran representantes diplomáticos de ambos bandos en la capital española, en muchos casos conviviendo en los locales de restauración como lo eran hoteles, restaurantes. Esta situación permitió que algunos locales fuesen de uno, u otro bando como ocurrió con el Embassy (aliados) y el Horcher (alemanes). Fue un lugar de reunión de oficiales nazis de visita a España como es el caso de Otto Skorzeny. En muchos casos el restaurante era el punto de reunión de los espías alemanes durante la guerra, convirtiéndose en un punto de actividades subversivas de los alemanes llegados a España. El Horcher fue una referencia gastronómica en la ciudad durante el final de los años cuarenta. Cabe destacar que el centenario Lhardy iniciaba su decadencia, cediendo el paso a otros dos restaurantes lujosos: el Horcher y Jockey.

### Posguerra
El cocinero Jean-Claude Bourgueil comenzó sus trabajos culinarios en la cocina del Horcher en el año 1968 y acabó su misión en 1978, ocupando una década de su misión culinaria. El hijo de Otto Horcher, Gustav Richard Horcher (Otto Gustavo Horcher II, denominado familiarmente Moppy) se encargó del local en 1978. La profusión de platos de cocina alemana y austriaca, poco a poco se mezclaba con la española. La familia Horcher en 1976 se hace con otros locales de restauración como la "Fonda" en Marbella. Una guía de mediados de los años setenta lo denomina un «lujo de la Vieja Europa» Destacaba por curioso en estos años la abundancia de platos de caza mayor, tan poco habituales en los restaurantes madrileños de la época. Uno de los platos destacados era la prensa. Algunos críticos gastronómicos de la época como Víctor de la Serna alaban la cocina en diversas publicaciones. El consomé don Víctor (anteriormente consomé Marcelle en honor de la cantante Marcelle Lender) que figura en la carta no hace referencia a este escritor sino a su padre, Víctor de la Serna y Espina, cliente de la casa desde el Berlín de la década de 1920. Semejantes alabanzas escribió en la época Francisco Moreno de Herrera (Conde de los Andes). Uno de los principales comensales durante esta época fue el primer duque de Maura (solía decir: la mejor legumbre es una chuleta de cerdo). En los años noventa inicia su decadencia y poco a poco inicia el siglo XXI fuera de los diez mejores restaurantes de Madrid.

## Características
El restaurante se encuentra ubicado en una de las vías paralelas al Paseo del Prado, junto a la Puerta de Alcalá. El restaurante consta de tres salones diferenciados, uno de ellos se encuentra en la zona general, siendo dos de los tres convertibles en "zonas reservadas" a petición de los clientes (salones en ángulo). Iluminación entonada, con el salón dando con las ventanas a la calle (Valenzuela y Alfonso XII). Decorado con grabados, litografías vitrinas con valiosas porcelanas de Nymphenburg y un cuadro del 'Horcher' fundador. Hay un bar en el sótano reservado para clientes, se puede acceder a él ya desde la entrada principal a la izquierda. Desde los comienzos se especializó en la cocina de carnes de caza. Es destacado el Kartoffelpuffer que se emplea como acompañamiento de algunos platos, el goulash con su páprika y su spätzle de acompañamiento. Uno de los postres característicos es el crêpe Sir Holden que es servido a la mesa (servicio a la rusa) y flambeado. Cabe destacar como postre clásico el baumkuchen servido con nata, helado y chocolate caliente.